# Мазур Антоніна Юхимівна
Мазур Антоніна Юхимівна (нар. 22 серпня 1944, с. Парпурівці Вінницького району Вінницької області) — українська науковиця, біолог, еколог, кандидат біологічних наук (1981), Заслужена діячка науки і техніки України (2005).

## Життєпис
Антоніна Мазур закінчила у 1972 році Донецький державний університет.
Починаючи з 1966 року вона працювала в Донецькому ботанічному саду Академії Наук УРСР. У 1983 році вчена переїхала до Дніпропетровської області, де очолила Криворізький ботанічний сад НАНУ. Працювала директором до лютого 2016 року. Продовжує працювати старший науковий співробітником відділу інтродукції та акліматизації рослин Криворізького ботанічний сад Національної академії наук України (2016—2017) та науковим співробітником відділу дендрології та природної флори Донецького ботанічного саду (2017—2019).

## Наукова діяльність
Антоніна Мазур у власних наукових дослідженнях вивчає питання біологічної рекультивації порушених промисловістю земель, а також охорони довкілля та збереження флори.
Вона авторки більш як 130 наукових праць, включаючи 4 монографії.

## Нагороди та відзнаки
- Заслужена діячка науки і техніки України (2005);
- Державна премія України в галузі науки і техніки (2008).